# موریس اوتریلو
موریس اوتریو (انگلیسی: Maurice Utrillo; ۲۶ دسامبر ۱۸۸۳ – ۵ نوامبر ۱۹۵۵) نقاش اهل فرانسه بود. موریس والادون نامی است که وی با آن متولد شد. تخصص اصلی وی چشم‌انداز شهرها و حومه آنها بود. اوتریو یکی از معدود نقاشان مشهور مون‌مارتر می‌باشد که در آنجا متولد شد.
وی همچنین برندهٔ جوایزی همچون لژیون دونور (شوالیه) شده‌است.

## نگارخانه

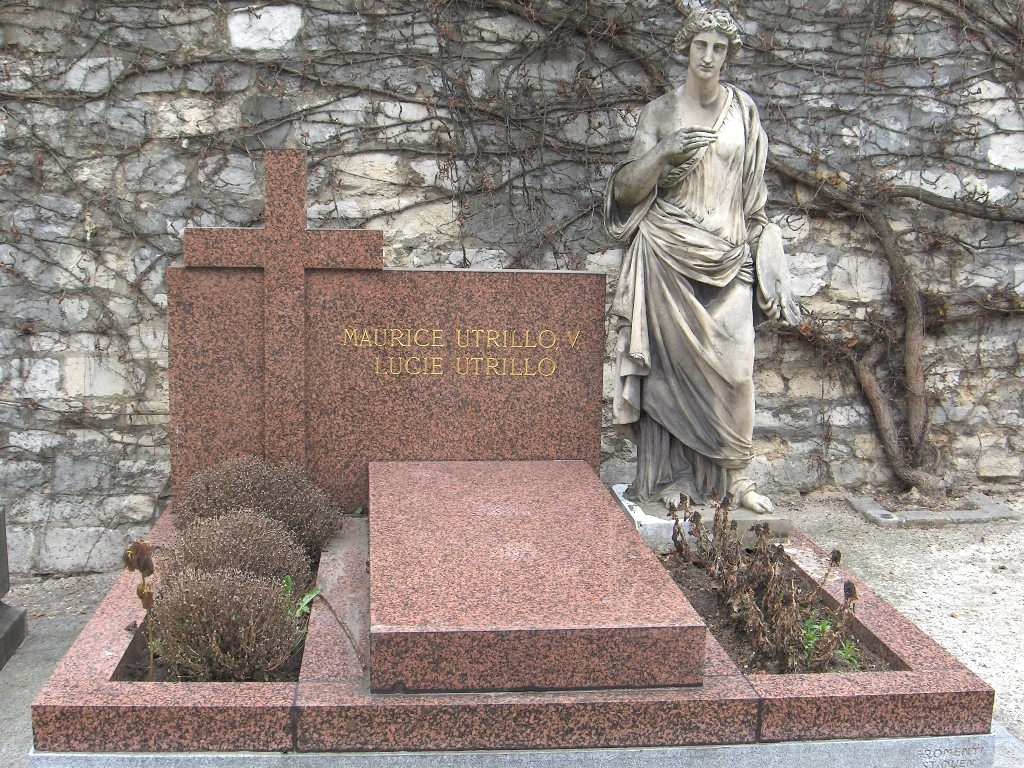
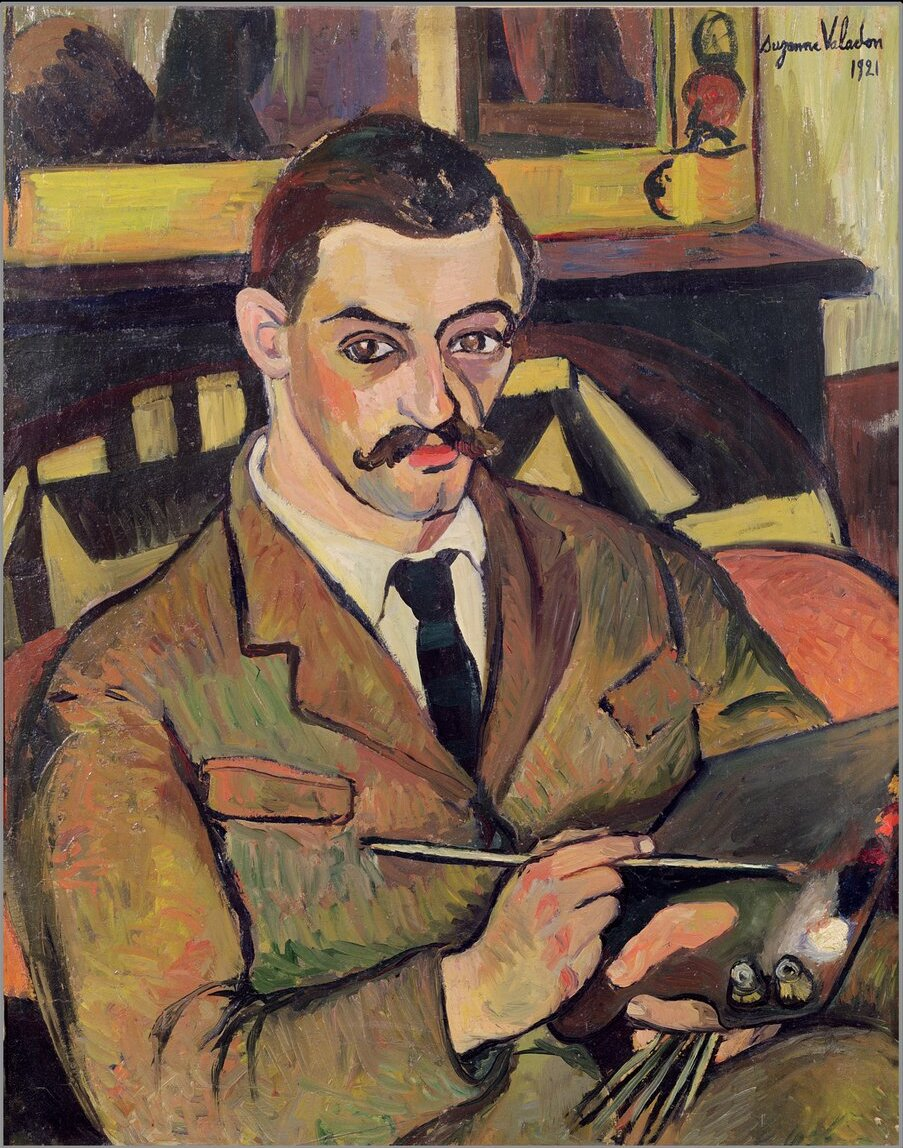